# Xã Chadds Ford, Quận Delaware, Pennsylvania
Xã Chadds Ford (tiếng Anh: Chadds Ford Township) là một xã thuộc quận Delaware, tiểu bang Pennsylvania, Hoa Kỳ. Năm 2010, dân số của xã này là 3.640 người.